# Jesse Birdsall
Jesse Birdsall, né le 13 février 1963 à Highbury (Londres), est un acteur britannique.

## Biographie
Jesse Birdsall est l'époux de Gwyneth Strong (en).

## Filmographie partielle

### Au cinéma
- 1979 : Quadrophenia : Aggressive Rocker
- 1982 : Remembrance : Matelot
- 1985 : Tangiers : Naval Rating
- 1985 : Shadey : Carl
- 1985 : Revolution : Cpl. / Sgt. Peasy
- 1987 : Wish You Were Here : Dave
- 1989 : Elvis
- 1989 : Getting It Right : Gavin Lamb
- 1992 : The Ballad of Kid Divine: The Cockney Cowboy : Kid Divine
- 1994 : Beyond Bedlam : Scott
- 1996 : China : Harley
- 2002 : One Minute : Arms Trader
- 2012 : Riot on Redchurch Street : Dapper John McKay
- 2015 : Essex Boys: Law of Survival : Hemp

### À la télévision
- 1979 : Bloody Kids, téléfilm de Stephen Frears
- 1995-1999 : Bugs : Nicholas Beckett (40 épisodes)
- 2004-2006 : Femmes de footballeurs : Roger Webb (24 épisodes)
- 2009 : Inspecteur Barnaby (Midsomer Murders) saison 12, épisode 5 : Crimes en grandeur nature (Small Mercies) : Mike Johnson